# Esquí de fons als Jocs Olímpics d'hivern de 1936

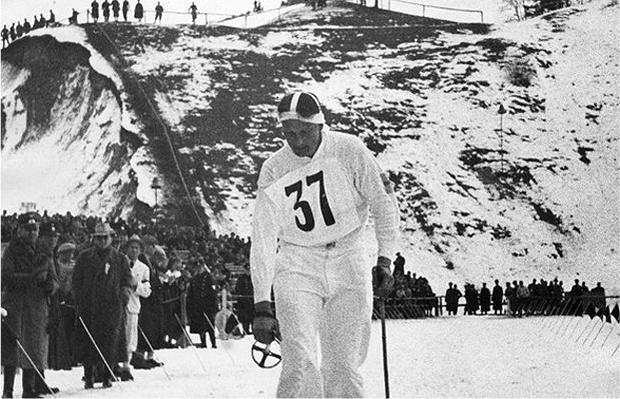
Fotografia del suec Elis Wilklund, guanyador de la medalla d'or en la prova de 50 quilòmetres.

Als Jocs Olímpics d'Hivern de 1936 celebrats a la ciutat de Garmisch-Partenkirchen (Alemanya) es disputaren tres proves d'esquí de fons, totes elles en categoria masculina i una més que en l'edició anterior.
La prova de relleus 4x10 km, primera vegada que era inclosa en el programa oficial, es disputà el dia 10 de febrer, la prova de 18 quilòmetres el dia 12 de febrer i la de 50 quilòmetres el 15 de febrer de 1936 a les instal·lacions d'esquí de Garmisch-Partenkirchen.

## Comitès participants
Hi participaren un total de 108 esquiadors de fons de 22 comitès nacionals diferents.
| - Alemanya (10) - Àustria (5) - Bulgària (4) - Canadà (4) - Espanya (4) - Estats Units (6) - Estònia (1) - Finlàndia (7) |  | - França (4) - Grècia (1) - Itàlia (7) - Iugoslàvia (6) - Japó (5) - Letònia (5) - Noruega (7) |  | - Polònia (4) - Romania (4) - Regne Unit (1) - Suècia (9) - Suïssa (4) - Turquia (4) - Txecoslovàquia (6) |

## Resum de medalles
| Prova                   | Or                                                                     | Argent                                                                     | Bronze                                                                    |
| 18 km Detalls           | Erik August Larsson                                                    | Oddbjørn Hagen                                                             | Pekka Niemi                                                               |
| 50 km Detalls           | Elis Wiklund                                                           | Axel Wikström                                                              | Nils-Joel Englund                                                         |
| 4x10 km relleus Detalls | FinlàndiaKalle Jalkanen · Klaes Karppinen · Matti Lähde · Sulo Nurmela | NoruegaSverre Brodahl · Oddbjørn Hagen · Olaf Hoffsbakken · Bjarne Iversen | SuèciaJohn Berger · Arthur Häggblad · Erik August Larsson · Martin Matsbo |

## Medaller
| Posició | País      | Or | Argent | Bronze | Total |
| 1       | Suècia    | 2  | 1      | 2      | 5     |
| 2       | Finlàndia | 1  | 0      | 1      | 2     |
| 3       | Noruega   | 0  | 2      | 0      | 2     |